# Jean Matouk
Jean Matouk est professeur d'économie, banquier et économiste français né le 18 juin 1937 à Paris et mort le 25 octobre 2020 à Nîmes.

## Biographie
Issu d'une famille chrétienne maronite libanaise, fils de l'avocat Henri Matouk,, Jean Robert François Matouk, après une classe préparatoire scientifique au lycée Louis-le-Grand, est licencié en physique, docteur en économie[réf. souhaitée] et agrégé de sciences économiques (1973). Ouvrier puis garçon boucher puis professeur de sciences économiques à l'Université Montpellier-I aux Pays-Bas et en Allemagne, il est président de la banque Chaix de 1982 à 1986, de la Caisse nationale de l'énergie de 1988 à 1992, et de la Société marseillaise de crédit de 1992 à 1996. Assainissant les comptes, notamment au travers d'un plan de départ de 650 employés,, il est qualifié en 1986 par Le Monde de « théoricie[n] de la finance socialiste ». Il intervient régulièrement sur Europe 1, et est l'auteur de chroniques économiques pour plusieurs médias, notamment le Nouvel Observateur ou encore La Tribune.
Il adhère au Parti socialiste en 1972, et devient membre de son comité directeur en 1979. Dans les années 1970, il est conseiller municipal de Nîmes. En 1981, il est avec Georgina Dufoix l'organisateur de la campagne présidentielle de François Mitterrand dans le Gard, et appartient au groupe d'experts économiques épaulant le candidat ; la même année, il est lui-même candidat aux législatives dans la première circonscription, mais est battu par le sortant Émile Jourdan.
En 1985, il crée Internégoce avec Roger-Patrice Pelat et Alain Boublil.
Il fonde en 2006, avec Jean-Paul Boré, Raymond Huard et Claude Mazauric, le cercle nîmois de réflexion critique qui cesse ses activités en 2008. Il devient président, en 2008, de l'Association Charles Gide - École de Nîmes devenue, en 2010, le Forum nîmois Charles Gide.
D'abord correspondant en 2006, il est élu membre de l'Académie de Nîmes en 2013 au fauteuil d'André Costabel.
Il épouse en 1984 Marie-Françoise Cazes, présidente d'association culturelle et humanitaire,, disparue en 2020.
Il est aussi affilié au Grand Orient de France.
Il meurt le 25 octobre 2020 à Nîmes des suites de la COVID-19.

## Publications
- 1978 :
  - « Crise et avenir des régulations », in M. Aglietta et al., L'Occident en désarroi. Rupture d'un système économique, Dunod.
  - La Gauche peut sauver l'entreprise, Ramsay
- 1979 : Le Languedoc - Roussillon et l'avenir, Lacave, Montpellier
- 1987 : Le Socialisme libéral, Albin Michel
- 1990 : Systèmes financiers comparés, Banques, Dunod
- 2000 : La Bourse, Les essentiels, Édition Milan, Toulouse
- 2005 : Mondialisation – Altermondialisation, Les Essentiels, Éditions Milan (réédition 2007)
- 2005 :  « Le Marché de Paris a la mémoire courte », avec Jean-Louis Monino, in Revue d'économie financière, n°81, p. 133-155, [lire en ligne]
- 2006 : L'Humanité à la croisée des chemins, Pharos-Jacques Marie, Laffont
- 2009 : La Croissance économique en question, Les Essentiels Milan, Éditions Milan
- 2015 : Continuons l'Europe, mais avec qui ? Éditions Le Publieur
- 2019 : L'Europe et le Destin de la démocratie, avec Olivier Abel, Brignon, La Fenestrelle,  (ISBN 978-2-37871-037-8).

## Distinction
- 2013 : officier de la Légion d'honneur[20].